# Melanargia syllius
Melanargia syllius är en fjärilsart som beskrevs av Herbst 1796. Melanargia syllius ingår i släktet Melanargia och familjen praktfjärilar. Inga underarter finns listade i Catalogue of Life.